# Adolfo Bioy Casares

Adolfo Bioy Casares

Adolfo Bioy Casares, född 15 september 1914 i Buenos Aires, död 8 mars 1999 i Buenos Aires, var en argentinsk författare. Flertalet av hans verk har filmatiserats, däribland El perjurio de la nieve och Diario de la guerra del cerdo. Under pseudonymen H. Bustos Domecq skrev han deckare tillsammans med Jorge Luis Borges.
Bioy Casares debuterade som 15-åring med novellsamlingen Prólogo, vilken hans far på egen bekostnad lät trycka i 300 exemplar. Hans första roman, La invención de Morel (Morels uppfinning), gavs ut 1940 och är det verk han är mest känd för. 1940 gifte han sig också med författaren Silvina Ocampo, som han skrev Los que aman, odian tillsammans med.

### Romaner
- 1945 - Plan de evasión
- 1954 - El sueño de los héroes
- 1969 - Diario de la guerra del cerdo
- 1973 - Dormir al Sol
- 1985 - La aventura de un fotógrafo en La Plata
- 1993 - Un campeón desparejo
- 1998 - De un mundo a otro

### Novellsamlingar
- 1929 - Prólogo
- 1933 - 17 disparos contra lo por venir
- 1936 - La estatua casera
- 1937 - Luis Greve, muerto
- 1949 - Las vísperas de Fausto
- 1956 - Historia prodigiosa
- 1959 - Guirnalda con amores
- 1962 - El lado de la sombra
- 1967 - El gran serafín
- 1978 - El héroe de las mujeres
- 1986 - Historias desaforadas
- 1990 - La muñeca rusa
- 1997 - Una magia modesta

### Med Jorge Luis Borges
- 1942 - Seis problemas para don Isidro Parodi
- 1946 - Dos fantasías memorables
- 1946 - Un modelo para la muerte
- 1960 - Libro del Cielo y del Infierno
- 1967 - Crónicas de Bustos Domecq
- 1977 - Nuevos cuentos de Bustos Domecq

### Med Silvina Ocampo
- 1946 - Los que aman, odian

### Svenska översättningar
- Morels uppfinning (La invención de Morel) (översättning Lasse Söderberg (Bonnier, 1989)
- Sällsamma historier (Cuentos breves y extraordinarios) ([sammanställda av] Jorge Luis Borges, Adolfo Bioy Casares, översättning och efterskrift Torsten Ekbom) (Rönnells antikvariat, 2014)